# 陶山節子
陶山 節子（すやま せつこ、旧姓：吉川、1903年12月18日 - 2000年8月8日）は日本の宣教師の通訳者、伝道者、福音派の指導者の一人。

## 生涯

### 初期
1903年（明治36年）に横浜市に6人兄弟の第4子として生まれる。小学校を卒業すると、米国美普教会（メソジスト・プロテスタント教会）本部によって設立された横浜英和女学校（現：青山学院横浜英和中学校・高等学校)に入学し、在学中に第8代目校長のオリヴ・ハジスの薫陶を受け、キリスト教に初めて触れる。
1920年頃、女学校の5年生の時に第三美普教会（日之出町教会、現在の日本基督教団蒔田教会）で洗礼を受ける。
1922年（大正11年）に横浜英和女学校を卒業し、東京女子大学に入学する。
1923年9月1日に横浜市南太田の自宅で関東大震災に被災する。
1923年（大正12年）、当時東京女子大の教員だった渡辺善太に相談して、東京府柏木の内村鑑三聖書研究会の入会を申請して許可される。

### 英語教師時代
1926年(昭和2年)東京女子大学を卒業し、横浜の母校の横浜英和女学校で教師になる。1940年（昭和15年）実業家、政治家、詩人の陶山篤太郎と結婚。
1941年（昭和16年）9月に夫陶山篤太郎が肺結核のために死去。娘に婿を迎える。1941年12月に太平洋戦争が始まると娘婿が南方戦線に出征したため、娘と2人で川崎市に住む。その後、横浜の郊外戸塚の山中に疎開する。
1945年（昭和20年）8月、太平洋戦争が終結すると、横浜山手の共立女学校（現：横浜共立学園中学校・高等学校）で英語教師として勤務するようになる。
1946年（昭和21年）の春に、賀川豊彦の集会に出席するために鎌倉に行く。その時に聖霊体験の話を聞き、祈り求めるようになる。
英語教師として勤務していた共立女学校に進駐軍将校が聖書の話をするために来るようになり、その際に陶山が通訳を務める。その将校が横浜市本町の小学校の体育館で、毎週日曜日の午後にユース・フォー・クライストの集会を行っていた。その集会の通訳を行うようになる。1946年秋頃、ドイツ人宣教師に導かれて、回心（聖霊体験）を経験する。そして、浸礼による洗礼を受け直した。それ以来、英語教師を務めながら、平日の放課後に横浜市内の中学校、女学校でクリスチャンの米兵を招いてバイブルクラスを開き通訳を務める。土曜日の午後は、大磯か平塚の教会でGIゴスペルアワーに出席するようになる。また、その年娘婿が復員し、娘一家が別に住むようになったので、陶山は姉夫婦と末弟と一緒に住むようになる。

### 宣教師通訳時代
1947年(昭和22年)、クリスマスの後に共立女学校を退職する。1948年1月よりアメリカ人婦人宣教師カルターが行っていた「十週間聖書学校」の手伝いを行う。カルター宣教師が米国ロサンジェルスに帰国すると、1948年（昭和23年）6月に保守バプテスト外国伝道協会(CBFMS)のジョセフ・ミーコ (Joseph G. Meeko) 宣教師と共に山形県に行き、山形市で伝道を開始した。
1949年（昭和24年）山形バプテスト教会（現：保守バプテスト同盟山形第一聖書バプテスト教会）を設立し、1950年（昭和25年）1月15日には教会堂を建設する。そして、その教会堂で同年4月よりミーコ宣教師の婦人と共に幼稚園（現：学校法人東原幼稚園）を開園する。
1952年（昭和27年）のミーコ宣教師の一時帰国に伴い、陶山を中心に日本伝道隊にあやかり、山形福音伝道隊を設立。

### 女子寮舎監時代
1962年（昭和37年）4月より、東京キリスト教短大 (JCC) で5年間女子寮舎監を務める　。
1967年（昭和42年）に東京キリスト教短大の女子寮舎監を辞め、山形に戻る。同年6月北米の諸教会と南米ブラジル実弟一家を訪問する。

### 伝道師・幼稚園園長時代
その後、山形第一聖書バプテスト教会伝道師、東原幼稚園園長に就任し、幼児教育に仕える。1977年（昭和52年）に東原幼稚園園長を辞任、同名誉園長になる。
1993年（平成5年）11月、福音派の教会の発展に貢献した功績が認められて、日本福音振興会より日本福音功労賞を受賞する。
2000年（平成12年）に山形市にて老衰により死去する。　

## 著書
- 『福音にいのちを賭けた女性』藤家さと、松山静共著、いのちのことば社、1977年
- 『幼児たちとともに』